# Choelm (stad)
Choelm (andere transliteratie: Khulm) of Cholm, vroeger bekend als Tasjkoergan of Tasj-Koergan, is een stad in de Balch provincie in Noord-Afghanistan, ongeveer 60 kilometer ten oosten van Mazar-e Sjarif, en hoofdstad van het gelijknamige district. De stad is bekend vanwege zijn bedekte markt en het is een centrum voor de handel in schapen en wol. 
Tijdens de burgeroorlog is Choelm volledig verwoest. De stad is verder verarmd en veel mensen trokken weg naar andere regio's of naar buitenland. De overdekte markt wat ooit een toeristische trekpleister was is compleet weg en er zijn nog alleen restanten van het paleis bewaard gebleven zoals het te zien is op de foto. 

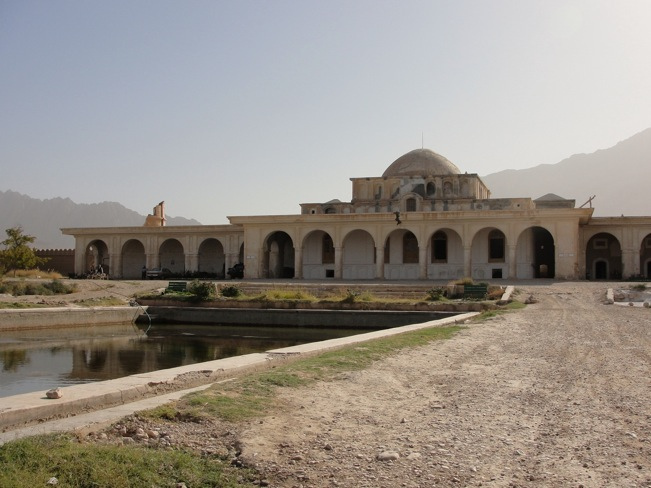
het paleis van Choelm